# Mycena haematopus
Mycena haematopus, é uma espécie de fungo da família Mycenaceae, ordem Agaricales. É largamente difundido e comum na Europa e América do Norte, e também foi identificado no Japão e na Venezuela. É saprofítico-significa que obtêm nutrientes consumindo matéria orgânica em decomposição- e os corpos de frutificação aparecem em pequenos grupos ou aglomerados em troncos podres, toras e tocos de árvores decíduas, em especial faias. O fungo foi descrito cientificamente pela primeira vez em 1799 e é classificado como sendo do subgênero Lactipedes do gênero Mycena, junto de outras espécies que produzem um látex leitoso ou colorido. 
Os corpos de frutificação de M.haematopus possuem chapéu de até 4 cm de largura, lamela esbranquiçada, e uma estipe frágil de coloração vermelha-amarronzada com pelos na base. São caracterizados por sua cor avermelhada, as bordas do chapéu onduladas, e por soltar um látex vermelho escuro quando cortados ou quebrados. Ambos os corpos de frutificação e o micélio possuem fraca bioluminescência. M.haematopus produz vários pigmentos alcaloides únicos. Não se sabe ainda se é comestível.